# Rivière à Cassette
Pour les articles homonymes, voir Cassette.
La rivière à Cassette est un affluent de la rivière des Escoumins, coulant sur la rive nord du fleuve Saint-Laurent, dans le territoire non organisé de Lac-au-Brochet, ainsi que les municipalités des Escoumins et des Bergeronnes, dans la municipalité régionale de comté (MRC) de La Haute-Côte-Nord dans la région administrative de la Côte-Nord, au Québec, au Canada.

## Géographie
Le bassin versant de la rivière à Cassette est desservi par une route forestière qui remonte généralement la rive Sud-Ouest de la rivière des Escoumins, venant du Sud où elle se relie à la route 138 du village des Escoumins. D’autres routes forestières secondaires desservent le versant de la rivière à Cassette.
La rivière à Cassette prend sa source au lac Fontaine et coule sur environ 11 km jusqu'à sa confluence avec la rivière des Escoumins.

## Toponymie
Le toponyme « rivière à Cassette » a été officialisé le 5 décembre 1968 à la Banque des noms de lieux de la Commission de toponymie du Québec, soit à la création de cet organisme.